# Peponocyathus dawsoni
Peponocyathus dawsoni är en korallart som beskrevs av Stephen D. Cairns 1995. Peponocyathus dawsoni ingår i släktet Peponocyathus och familjen Turbinoliidae. Inga underarter finns listade i Catalogue of Life.